# Ley Fundamental de Guinea Ecuatorial de 1982
La Ley Fundamental de 1982 es el nombre de la tercera Constitución de Guinea Ecuatorial. Fue sometida a referéndum popular el 15 de agosto de 1982, sin la participación de observadores internacionales, obteniendo un 95.79% de votos a favor, tras lo que fue promulgada el 7 de septiembre de 1982 por el gobierno de Teodoro Obiang con el Decreto Número 65/1982, y que vino a sustituir a la anterior Constitución de 1973.

## Antecedentes
Tras el golpe de Estado del 3 de agosto de 1979 que depuso a Francisco Macías (el llamado Golpe de la Libertad) fue anulada parte de la legislación establecida previamente. El 25 de agosto se abolía el Partido Único Nacional de los Trabajadores y el Consejo Militar Revolucionario pasaba a denominarse Consejo Militar Supremo. Ese octubre, Teodoro Obiang se convirtió oficialmente en presidente del Consejo Militar Supremo y declaró que acabaría con la política represiva de su antecesor. En julio de 1982 el Consejo Militar Supremo, que gobernaba el país desde la caída de Macías, nombró a Obiang presidente de la República para un periodo de siete años.

## Redacción
Para su elaboración, el Consejo Militar Supremo y Teodoro Obiang contaron con la colaboración de expertos enviados por la Organización de Naciones Unidas, además de un asesor mexicano y otro costarricense.